# 이태준 (승려)
이태준(李泰俊, 일본식 이름: 靑本基弘, 1879년 3월 5일 ~ 1973년 6월 5일)은 한국의 승려이다. 호가 양학(養鶴)이라 양학당(養鶴堂)으로도 불린다.

## 생애
서울 종로구 창신동에 소재한 사설 암자 안양암 창건자의 아들이었다. 1914년에 이 안양암을 둘러싸고 이태준의 아내가 무당과 공모하여 시아버지를 쫓아내려는 불미스러운 사건이 있기도 했다.
중간 과정은 알 수 없으나 이태준은 결국 안양암을 물려받아 1916년에 주지가 되었고, 안양암은 대본산 봉은사 소속으로 성장했다. 1936년 안양 주지 이태준이 신도 단체와 함께 수해 피해를 당한 이재민을 위한 구호 물자를 보낸 기록이 있다.
1937년에 중일 전쟁이 발발하자 불교계가 주최한 시국 행사에 참석하면서부터 국방헌금을 헌납하는 등 일제에 협력한 행적이 있다. 전쟁 지원에 참가한 승려들은 대개 대본산의 주지이거나 중앙교무원 간부였는데, 작은 암자 주지로서 적극 가담한 것은 이례적인 일이다.
이태준은 일본군 승리를 기도하는 기원제를 지내면서 "지성봉공의 활동"을 한 것으로 보도되었으며, 안양암 신도들은 중국 전선으로 출정하는 일본군을 경성역에 나가 절의 깃발을 들고 환송을 했다. 이와 같은 활동으로 인해 조선총독부 기관지인 《매일신보》에까지 "총후의 열성을 다하고 있다"며 미담 기사로 보도되었다. 1938년에는 "출정 황군의 신고에 감격"했다며 일본군을 위한 천일기도를 올렸다.
1940년부터 시작된 창씨개명 정책에 불교계는 조선불교중앙교무원이 나서서 창씨개명상담소를 설치해 적극적으로 협조했다. 이때 중앙교무원 외에 포교소 다섯 곳에도 상담소가 설치되었는데, 이 가운데는 안양암이 포함되었다. 상담 결과 보고에 따르면, 안양암 창씨개명상담소에서는 총 215명의 신도를 일본식으로 성과 이름을 바꾸게 하였다.
안양암의 전몰장병 위령제와 시국 강연 개최는 전쟁 기간 중 계속되었다. 이태준은 1941년에 일본군의 무운장구를 기원하기 위해 신도들을 이끌고 금강산의 각 사찰을 돌면서 순례 기도를 드렸고, 여기에서 모금한 성금을 국방헌금으로 기탁하기도 했다.

## 사후
2008년에 민족문제연구소가 발표한 친일인명사전 수록예정자 명단 중 종교 부문에 선정되었다.
안양암에는 한국불교미술박물관의 별관이 설치되었으며, 사찰을 중건한 이태준을 기리는 공덕비도 세워져 있다.

## 같이 보기
- 한국불교미술박물관

## 참고자료
- 임혜봉 (2005년 3월 1일). 〈이태준 : 사설 암자 주지로 총후보국에 매진한 친일 승려〉. 《친일 승려 108인》. 서울: 청년사. 340~345쪽쪽. ISBN 9788972783848.